# Hemisodorcus donckieri donckieri
Hemisodorcus donckieri donckieri es una subespecie de coleóptero de la familia Lucanidae.

## Distribución geográfica
Habita en Darjeeling, Assam y Nepal.